# Chthonius daedaleus
Chthonius daedaleus es una especie de arácnido  del orden Pseudoscorpionida de la familia Chthoniidae.

## Distribución geográfica
Se encuentra en Creta (Grecia).